# Lokomoce člověka
Lokomoce člověka je schopnost pohybu v prostoru pomocí svalové činnosti. Je zajištěna pomocí lokomočního systému, který je podsystémem pohybového systému, který zajišťuje a řídí aktivní přemístění živého organismu v daném prostoru a čase. U dospělého člověka a některých primátů dominují v zajištění lokomoce dolní končetiny – bipedální lokomoce. 